# 나스닥 100

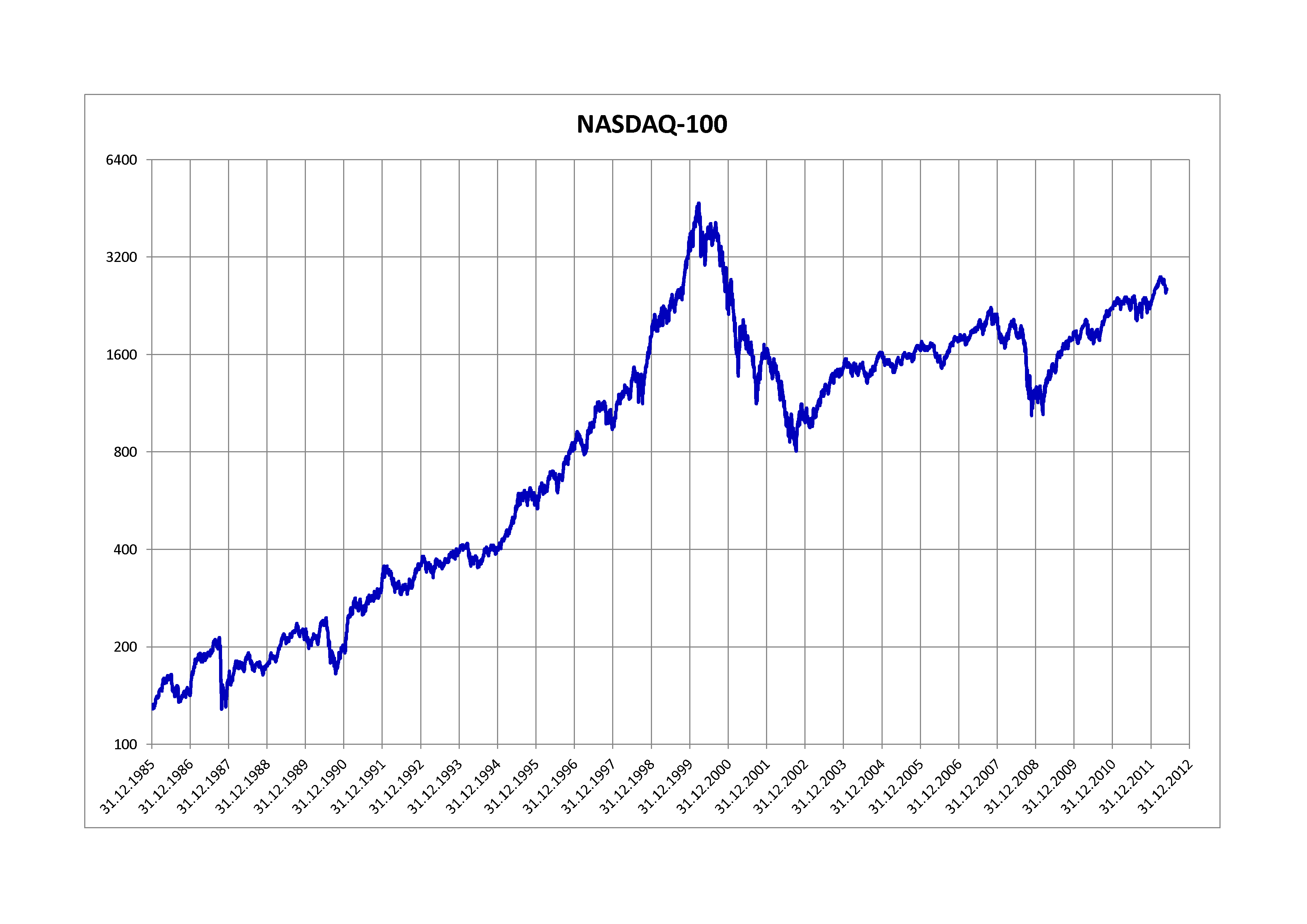
1985년~2012년 나스닥-100 지수

나스닥 100지수(NASDAQ-100)는 나스닥에 상장된 기업 중 100개의 우량기업만을 별도로 모아 만든 주가지수이다. NDX라는 티커로 줄여서 부르기도 한다. 
나스닥-100은 뉴욕 증권거래소의 그림자 밑에서 스스로를 선전할 목적으로 1985년 1월 31일 나스닥이 시작하였다.